# Brunei Open 1994
Die Brunei Open 1994 im Badminton fanden vom 22. bis zum 24. Juli 1994 im Royal Brunei Recreational Club in Bandar Seri Begawan statt.

## Die Sieger und Platzierten
| Disziplin    | Gold                         | Silber                          | Bronze                            |
| ------------ | ---------------------------- | ------------------------------- | --------------------------------- |
| Herreneinzel | Sun Jun                      | Lin Liwen                       | Michael Tedjakusuma               |
| Herreneinzel | Sun Jun                      | Lin Liwen                       | Kantharoopan Ponniah              |
| Dameneinzel  | Zhang Ning                   | Hu Ning                         | Joanne Muggeridge                 |
| Dameneinzel  | Zhang Ning                   | Hu Ning                         | Chan Oi Ni                        |
| Herrendoppel | Cun Cun Haryono Victo Wibowo | Joko Mardianto Paulus Firman    | Pang Cheh Chang Pei Wee Chung     |
| Herrendoppel | Cun Cun Haryono Victo Wibowo | Joko Mardianto Paulus Firman    | Liu Yong Yu Jinhao                |
| Damendoppel  | Zhang Jin Peng Xinyong       | Karen Chapman Joanne Muggeridge | Cheng Yin Sat Ngan Fai            |
| Damendoppel  | Zhang Jin Peng Xinyong       | Karen Chapman Joanne Muggeridge | Eny Oktaviani Nonong Denis Zanati |